# Tĩnh dạ tứ
Tĩnh dạ tứ hay Tĩnh dạ tư (Hán tự: 靜夜思, Cảm nghĩ trong đêm thanh tĩnh) là một bài thơ thuộc thể thơ Đường luật ngũ ngôn tứ tuyệt Nhạc phủ được lưu truyền rộng rãi nhất của nhà thơ Lý Bạch (701–762), ra đời trong thời Thịnh Đường. Qua các thời kỳ lịch sử, bài thơ có các phiên bản khác nhau đôi chút trong văn tuyển của các triều đại khác nhau. Phiên bản được lưu hành rộng rãi nhất là trong tuyển tập "Đường thi tam bách thủ" của học giả Hành Đường Thoái Sĩ (蘅塘退士, tên thật là Tôn Thù) biên soạn vào thời nhà Thanh, nhưng nội dung được nghi vấn là không đúng với nguyên tác.

## Văn bản và bản dịch
Văn bản dưới đây là một phiên bản thời nhà Thanh. với phát âm theo bính âm. Nó cũng được dạy cho trẻ em trong các trường lớp ở Trung Quốc và Đài Loan.
| 《靜夜思》 (Phồn thể)                       | 《静夜思》 (Giản thể)                       | "Jìng yè sī" (Bính âm)                                                              | "Tĩnh dạ tư" (Từ Hán – Việt)                                                                     | "Cảm nghĩ trong đêm thanh tĩnh" (Dịch nghĩa)                                                                        |
| ------------------------------------------- | ------------------------------------------- | ----------------------------------------------------------------------------------- | ------------------------------------------------------------------------------------------------ | --- |
| 床前明月光 疑是地上霜 舉頭望明月 低頭思故鄉 | 床前明月光 疑是地上霜 举头望明月 低头思故乡 | Chuáng qián míngyuè guāng Yí shì dìshang shuāng Jǔtóu wàng míngyuè Dītóu sī gùxiāng | Sàng tiền minh nguyệt quang Nghi thị địa thượng sương Cử đầu vọng minh nguyệt Đê đầu tư cố hương | Đầu giường trăng sáng soi, ngỡ là sương trên mặt đất. Ngẩng đầu nhìn vầng trăng sáng, cúi đầu lại thấy nhớ quê nhà. |

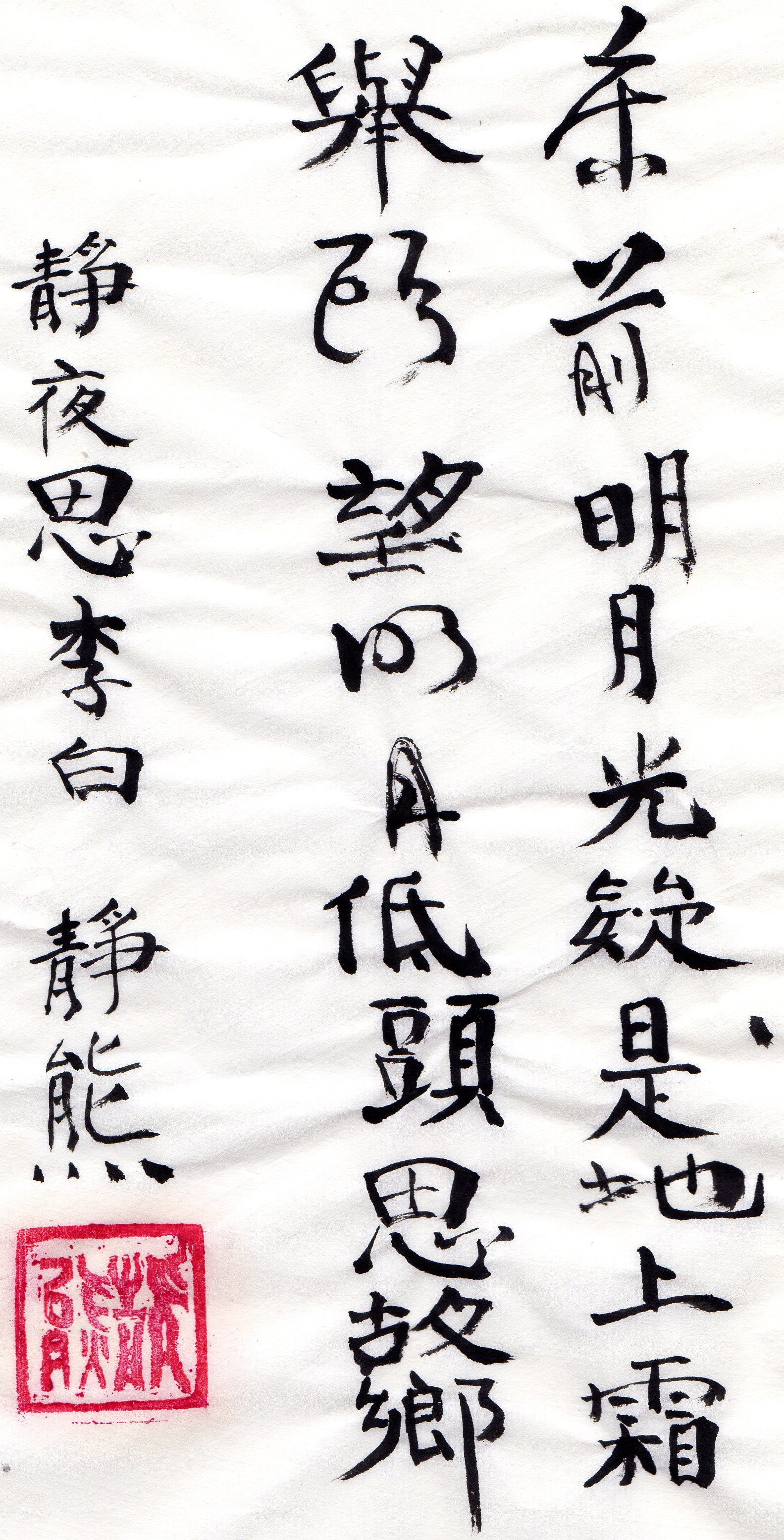
Tĩnh dạ tứ (Thư pháp hiện đại)

Dịch thơ: Theo bản dịch thơ của dịch giả Tương Như (tên thật là Nguyễn Học Sỹ), in trong cuốn Thơ Đường, tập 2, trang 47:

Cảm nghĩ trong đêm thanh tĩnh

Đầu giường ánh trăng rọi,
Ngỡ mặt đất phủ sương.
Ngẩng đầu nhìn trăng sáng,
Cúi đầu nhớ cố hương.
Bài thơ này cũng từng được dịch ra nhiều ngôn ngữ trên thế giới. Tại Việt Nam, bài được giảng dạy trong chương trình Sách giáo khoa Ngữ Văn lớp 7, tập 1.

## Nghiên cứu nội dung
"Tĩnh dạ tứ" là tác phẩm nổi tiếng nhất của Lý Bạch. Kể từ khi được xuất bản vào thế kỷ thứ 8, nó đã được đưa vào hầu hết các tuyển tập thơ Đường. Do được các triều đại khác nhau, những người khác nhau biên soạn, chữ thứ ba của câu thứ nhất cùng chữ thứ tư của câu thứ ba dùng chữ có thể khác nhau. Các phiên bản trước và sau của "Lý Thái Bạch toàn thư"《李太白全集》đều viết: "Sàng tiền khán nguyệt quang, nghi thị địa thượng sương. Cử đầu vọng sơn nguyệt, đê đầu tư cố hương."("牀前看月光，疑是地上霜。舉頭望山月，低頭思故鄉。"). Thế nhưng những cuốn sách khác trích dẫn tác phẩm này lại có những thay đổi trong thơ ca.
Theo tư liệu, Quách Mậu Thiến (郭茂倩, 1041–1099) đời Bắc Tống đã viết bài thơ này trong cuốn "Nhạc phủ thi tập"《樂府詩集》:
| \| “ \| 低 舉 疑 床 頭 頭 是 前 思 望 地 看 故 山 上 月 鄉 月 霜 光 \| ” \| | "Sàng tiền khán nguyệt quang, nghi thị địa thượng sương. Cử đầu vọng sơn nguyệt, đê đầu tư cố hương." |   |
| “                                                                           | 低 舉 疑 床 頭 頭 是 前 思 望 地 看 故 山 上 月 鄉 月 霜 光                                           | ” |

Về sau, tuyển tập "Toàn Đường thi"《全唐詩》cũng lấy từ bản này.
Cuốn "Mộc thiên cấm ngữ"《木天禁語》, được biên soạn bởi Phạm Phanh (范梈, 1272–1330), một trong bốn bậc thầy về thơ ca đời nhà Nguyên, cũng trích dẫn tác phẩm thơ này. Theo đó, chữ "Minh" xuất hiện hai lần trong toàn bộ bài thơ, và nội dung của nó như sau:
| \| “ \| 低 起 疑 忽 頭 頭 是 見 思 望 地 明 故 明 上 月 鄉 月 霜 光 \| ” \| | "Hốt kiến minh nguyệt quang, nghi thị địa thượng sương. Khởi đầu vọng minh nguyệt, đê đầu tư cố hương." |   |
| “                                                                           | 低 起 疑 忽 頭 頭 是 見 思 望 地 明 故 明 上 月 鄉 月 霜 光                                             | ” |

Bộ "Đường nhân vạn thủ tuyệt cú" 《唐人萬首絕句》được biên soạn bởi Triệu Quang (趙光) của triều Minh vào thời kỳ Vạn Lịch (giữa năm 1573－1620), 85–132 năm trước bộ "Toàn Đường thi" và 143–190 năm trước bộ "Đường thi tam bách thủ" 《唐詩三百首》. Theo thời lịch ấy, rất có khả năng rằng đây chính là nguyên bản gốc. Nội dung của thi phẩm là như sau:
| \| “ \| 低 舉 疑 床 頭 頭 是 前 思 望 地 看 故 明 上 月 鄉 月 霜 光 \| ” \| | "Sàng tiền khán nguyệt quang, nghi thị địa thượng sương. Cử đầu vọng minh nguyệt, đê đầu tư cố hương." |   |
| “                                                                           | 低 舉 疑 床 頭 頭 是 前 思 望 地 看 故 明 上 月 鄉 月 霜 光                                            | ” |

Bộ "Đường thi biệt tài"《唐詩別裁》do Trầm Đức Tiềm (沈德潛, 1673–1769) thời Khang Hy nhà Thanh thực hiện. Mặc dù được soạn thảo cùng năm với bộ "Toàn Đường thi" nhưng nội dung của bài thơ lại khác biệt:
| \| “ \| 低 舉 疑 床 頭 頭 是 前 思 望 地 明 故 山 上 月 鄉 月 霜 光 \| ” \| | "Sàng tiền minh nguyệt quang, nghi thị địa thượng sương. Cử đầu vọng sơn nguyệt, đê đầu tư cố hương." |   |
| “                                                                           | 低 舉 疑 床 頭 頭 是 前 思 望 地 明 故 山 上 月 鄉 月 霜 光                                           | ” |

Bộ "Đường thi phẩm vị" 《唐詩品彙》do học giả Cao Bính (高棅, 1350–1423) thời nhà Minh soạn thảo vào năm Hồng Vũ thứ 26 (1393), 180－230 năm trước bộ "Đường nhân vạn thủ tuyệt cú" và 270 năm trước bộ "Đường thi tam bách thủ". Phiên bản của bài thơ trong "Đường thi phẩm vị" khác với bộ "Đường thi tam bách thủ" là như sau:
| \| “ \| 低 舉 疑 床 頭 頭 是 前 思 望 地 明 故 山 上 月 鄉 月 霜 光 \| ” \| | "Sàng tiền minh nguyệt quang, nghi thị địa thượng sương. Cử đầu vọng sơn nguyệt, đê đầu tư cố hương." |   |
| “                                                                           | 低 舉 疑 床 頭 頭 是 前 思 望 地 明 故 山 上 月 鄉 月 霜 光                                           | ” |

Bộ "Toàn Đường thi"《全唐詩》do mười người biên soạn, trong đó có Bành Định Cầu (彭定求, 1645–1719), của nhà Thanh biên soạn vào năm Khang Hy thứ 44 (1705) là bản của triều đình lúc bấy giờ, sớm hơn "Đường thi tam bách thủ" 58 năm. Toàn bộ bài thơ không hề có một chữ "Minh" nào:
| \| “ \| 低 舉 疑 床 頭 頭 是 前 思 望 地 看 故 山 上 月 鄉 月 霜 光 \| ” \| | "Sàng tiền khán nguyệt quang, nghi thị địa thượng sương. Cử đầu vọng sơn nguyệt, đê đầu tư cố hương." |   |
| “                                                                           | 低 舉 疑 床 頭 頭 是 前 思 望 地 看 故 山 上 月 鄉 月 霜 光                                           | ” |

Phiên bản được lưu truyền ngày nay bắt nguồn từ một tuyển tập thơ Đường đó là "Đường thi tam bách thủ"《唐詩三百首》, được biên soạn bởi học giả Hành Đường Thoái Sĩ (蘅塘退士, tên thật là Tôn Thù) của Thanh triều năm Càn Long thứ 28 (1763). (Bộ "Đường thi tam bách thủ" này là bản thô sơ nhất, và được những người biên tập sau này dùng để xuất bản, sao chép, dẫn đến nội dung bất đồng.) Nội dung bản này là như sau:
| \| “ \| 低 舉 疑 床 頭 頭 是 前 思 望 地 明 故 明 上 月 鄉 月 霜 光 \| ” \| | "Sàng tiền minh nguyệt quang, nghi thị địa thượng sương. Cử đầu vọng minh nguyệt, đê đầu tư cố hương." |   |
| “                                                                           | 低 舉 疑 床 頭 頭 是 前 思 望 地 明 故 明 上 月 鄉 月 霜 光                                            | ” |

## Bối cảnh và đánh giá

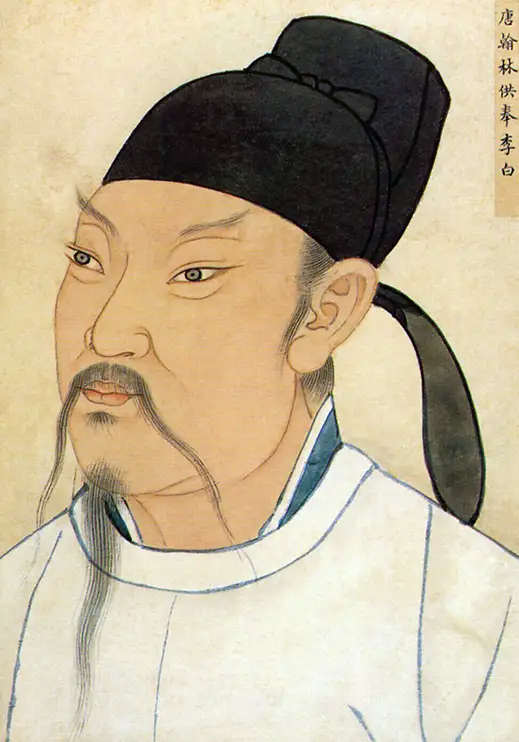
Chân dung Lý Bạch

Lý Bạch đã lấy cảm hứng cho bài thơ thông qua trải nghiệm cá nhân dưới tư cách là một nhà Nho xa quê hương. Vào thời phong kiến Trung Hoa, các học giả và nghệ nhân có mối liên hệ với triều đình thường phải rời xa quê hương của họ trong thời gian dài như một phần nghĩa vụ và bày tỏ lòng trung thành với tư cách là quần thần hoặc thần dân trung hậu với Hoàng đế Trung Hoa. Mặc dù theo nghi lễ truyền thống của Nho giáo, điều được mong đợi là sự trung thành và tận tâm đối với Hoàng đế và tuân theo mong muốn của Hoàng đế, nhưng lòng hiếu thảo cũng là một trong những nền tảng của tư tưởng Nho giáo, và việc nhấn mạnh tầm quan trọng của việc hiếu thảo và tôn kính đối với tổ tiên và cội nguồn của mình. Tuy nhiên, Hoàng đế cũng được coi là "Cha" của tất cả các thần dân của mình, vì vậy các thần dân cũng phải thể hiện nghĩa vụ hiếu thảo đối với Hoàng đế. Thông qua bài thơ, Lý Bạch đã làm tròn trách nhiệm thuận hiếu với cả Hoàng đế và tổ tông của mình khi ông bày tỏ niềm khao khát quê hương ("cúi đầu nhớ cố hương"), cũng như tuân theo bổn phận đó là trung thành với sắc phong của triều đình ("ngẩng đầu nhìn trăng sáng"), một lần nữa theo các giá trị của một bề tôi trong Nho giáo. Thật vậy, bài thơ nói về trăng tháng tám và do đó là tết trung thu. Tết Trung Thu là một lễ hội rất quan trọng trong văn hóa Trung Quốc vì nó gắn liền với các giá trị gia đình của người Trung Quốc, truyền thống gắn liền với sự đoàn tụ gia đình. Do đó, Lý Bạch đang thở than về việc không thể đoàn tụ gia đình do ràng buộc của bổn phận và sắc phong hoàng gia, nhưng nhấn mạnh tầm quan trọng của việc coi trọng cội nguồn, quê hương gốc gác của một người ngay cả khi không thể đoàn tụ.
Bài thơ có cấu trúc như một khổ thơ đơn. Trong câu thơ quy định năm ký tự với cách gieo vần AABA đơn giản (ít nhất là trong phương ngữ Trung Hoa nguyên thủy cũng như phần lớn các phương ngữ Trung Quốc đương đại). Nó ngắn gọn và trực tiếp, tuân theo quy tắc, và do đó không thể được coi là một bài thơ thuần túy cá nhân, mà là một bài thơ có liên quan đến tất cả những người xa quê vì nghĩa vụ. Do đó, đối lập với các bài thơ theo thể cổ thi (古詩, bính âm: gǔshī) dài hơn, có hình thức tự do hơn của Lý Bạch, "Tĩnh dạ tứ" có dáng dấp mơ hồ, nhưng thể hiện sự trang trọng và khao khát thông qua sự kết hợp giữa hình ảnh ban đêm và hình thức đơn sơ súc tích của nó.

## Vấn đề ngôn ngữ thơ Đường
Giáo sư Nguyễn Khắc Phi trong chuyên đề giảng dạy Thi pháp thơ Đường cho học viên cao học tại Đại học Sư phạm Hà Nội, trong khi dẫn ý của nhà nghiên cứu Phan Ngọc rằng "ngôn từ của thơ Đường là rất đơn giản", đã chỉ ra trong thực tế lại không hề đơn giản, và lấy ví dụ chỉ một hiện tượng như bài "Tĩnh dạ tứ" đã có những dị biệt về ngôn từ dẫn đến nhiều cách hiểu khác nhau:
Tĩnh dạ (tư) tứ
Sàng (giường, ghế dài?) tiền khán (minh) nguyệt quang
Nghi (như là, ngỡ rằng) thị địa thượng sương
Cử đầu vọng sơn (minh) nguyệt
Đê đầu tư cố hương